# Sabiamad Abdul Ahad
Datuk Hāddsch Sabiamad Abdul Ahad (* 20. März 1956 in Muar; † 10. April 2021 in Kajang, Selangor) war ein malaysischer Sportschütze. 
Sabiamad Abdul Ahad war Meister und Rekordhalter seines Landes mit der Freien Pistole und der Standardpistole. Bei den Südostasienspielen 1983 in gewann er Gold über 50 Meter mit der Freien Pistole und über 10 Meter mit der Luftpistole. Vier Jahre später gelang ihm der gleiche Erfolg bei den Südostasienspielen in Jakarta  mit der Schnellfeuerpistole.
Bei der Eröffnungsfeier der Olympischen Sommerspiele 1984 war er Fahnenträger Malaysias und trat während der Spiele im Wettkampf mit der Freien Pistole an, wo er den 35. Rang belegte.
Nach seinem Karriereende in den 1990er Jahren war er als Trainer und Manager der Nationalmannschaft Malaysias tätig. Zudem war er Vorstandsmitglied in der National Athletes Welfare Foundation.
Am 10. April starb Sabiamad Abdul Ahad im Alter von 65 Jahren an einem Herzinfarkt im Hospital Serdang in Kajang.